# 巷口 (臺南市)
巷口，是臺灣臺南市將軍區的一個傳統地域名稱，位於該區北部偏東地帶。相較於今日行政區，其範圍大致包括巷埔里不含東南端凸出部分、苓仔寮里保興宮鄰近地區。
本地區境內主要聚落為巷口、北埔、中藔、社仔。

## 歷史
台灣日治初期，巷口地區為一街庄，稱為「巷口庄」（舊制街庄），隸屬於漚汪堡。該庄昔日北邊及東北邊一小段隔將軍溪分別與中洲庄、學甲庄為界，東及東南與苓仔藔庄為鄰，南邊為漚汪庄，西邊為將軍庄。
1901年（日治明治三十四年）11月11日，全台廢縣廳改設二十廳，該庄隸屬於鹽水港廳。1904年（明治三十七年）4月1日，該庄編入「漚汪區」，隸屬於鹽水港廳。1906年（明治三十九年）4月1日，鹽水港廳內管轄區域調整，該庄仍隸屬於漚汪區。1909年（明治四十二年）10月25日，全台合併二十廳為十二廳，漚汪區改隸屬於臺南廳。1920年（大正九年）10月1日，全台地方制度大改正，廢十二廳改設五州二廳，該庄改制為「巷口」大字，隸屬於臺南州北門郡將軍庄（新制街庄）。
戰後將軍庄改制為將軍鄉，隸屬於臺南縣，大字亦改制為村。1950年（民國39年）10月25日，雲、嘉、南分治，將軍鄉仍隸屬於臺南縣。2010年（民國99年）12月25日，臺南縣、市合併為直轄臺南市，將軍鄉改制為將軍區，村亦改制為里。

## 聚落
本地區發展較早的聚落為巷口、中藔（西北半側）、社仔、北埔，在日治初期的官方地圖上已有記載。

## 交通
省道台17線又稱「西部濱海公路」，是甲南至水底寮的幹道，經過本地區西北角。由該道路北行可前往北門區、嘉義縣布袋鎮、東石鄉、雲林縣口湖鄉西部等地；南行可前往七股區、安南區、臺南市北區/中西區、南區等地。
區道南1線是北馬至巷口的道路，經過本地區東南部的巷口聚落，其中部分路段與區道南22線共線。
區道南21線是溪墘寮至漚汪的道路，經過本地區西部邊界地帶。
區道南22線是溪墘寮至苓和的道路，經過本地區北埔、巷口、中藔三個聚落，其中部分路段與區道南1線共線。